# Monasterio de San Francisco de Jerez de la Frontera
La iglesia de San Francisco es una iglesia ubicada en Jerez de la Frontera, (Andalucía, España).

## Historia
La iglesia pertenece al convento franciscano adjunto, que después de siete siglos abandonará la ciudad. Tiene su origen en la conquista de Jerez por parte de Alfonso X El Sabio. Junto a él, como orden mendicante situada a las afueras del recinto amurallado y junto a las puertas de entrada, los franciscanos levantaron, junto con el de Santo Domingo, uno de los primeros templos en levantarse fuera del perímetro de la muralla de Jerez.
La actual iglesia data de 1787, construida sobre la original, que tuvo que ser derribada por su estado ruinoso.

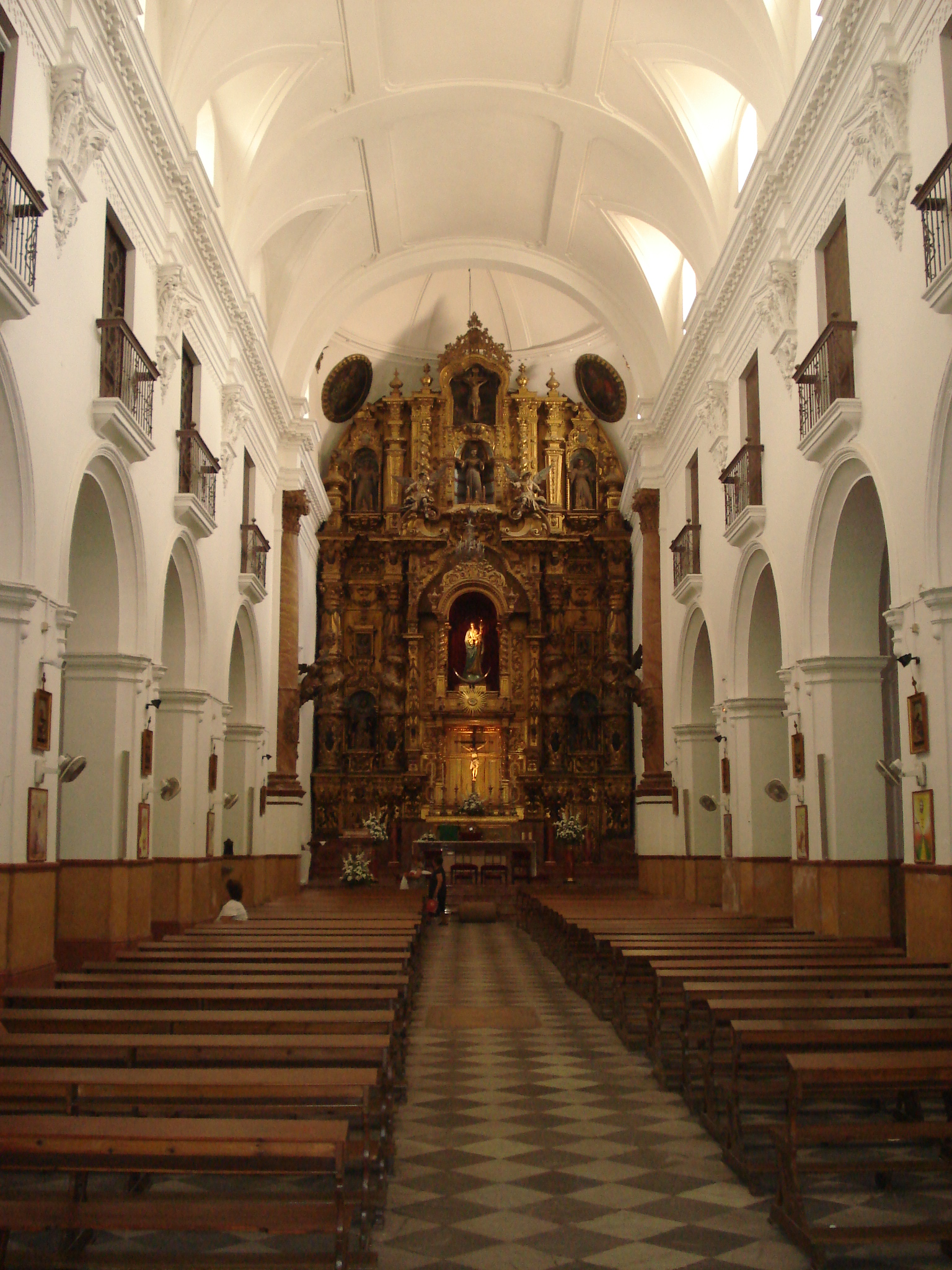
Interior de la Iglesia

La Desamortización de Mendizábal hizo que se perdiera parte del Monasterio para construir el Mercado Central de Abastos
En 1931 fue víctima de la quema de conventos.
Destaca en su interior la "Capilla del Voto", donde LA CIUDAD de Jerez apoyó el Dogma Concepcionista

## Sede
La iglesia aloja la hermandad de las Cinco Llagas

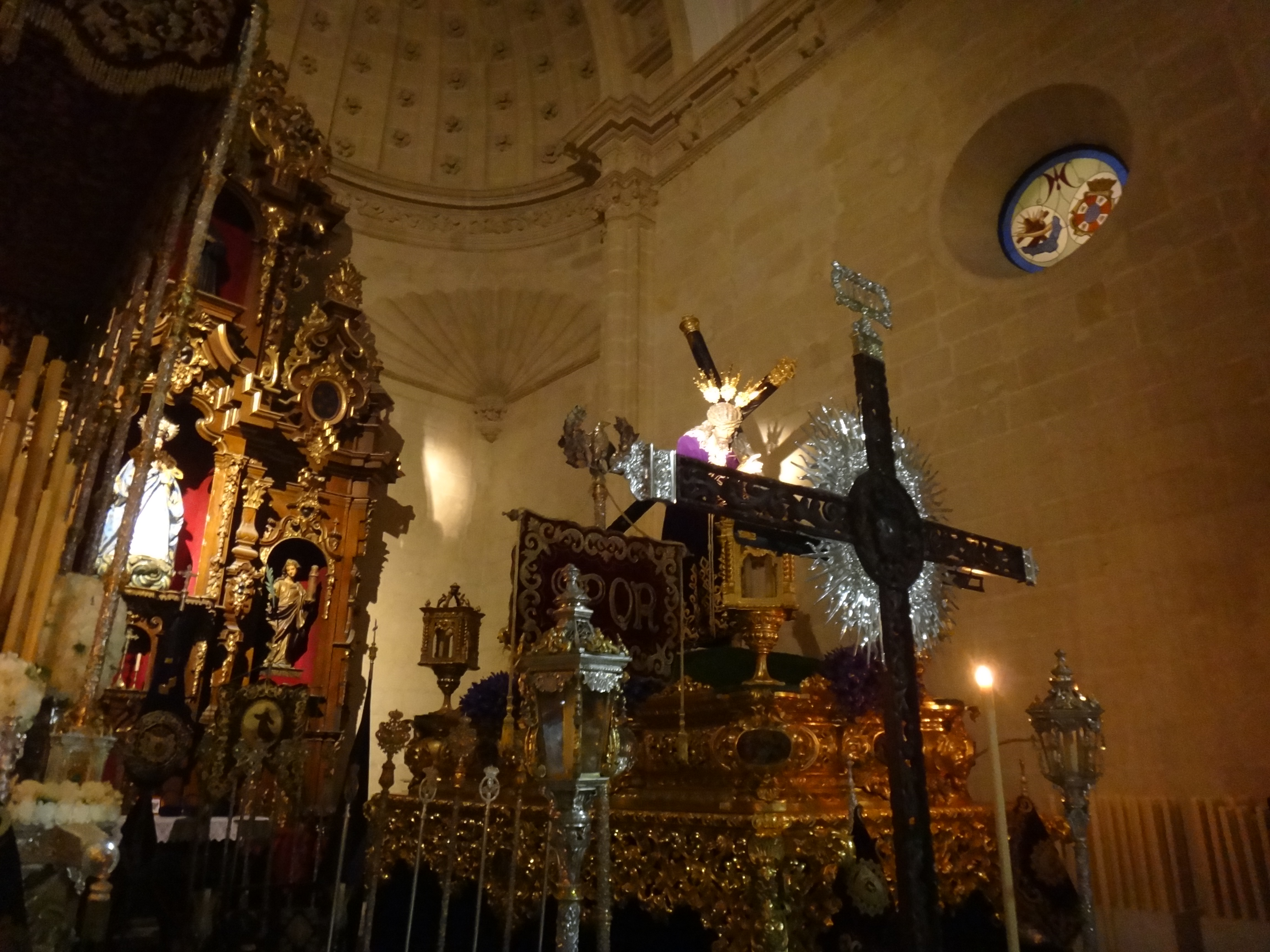
Paso de Misterio de la Hermandad

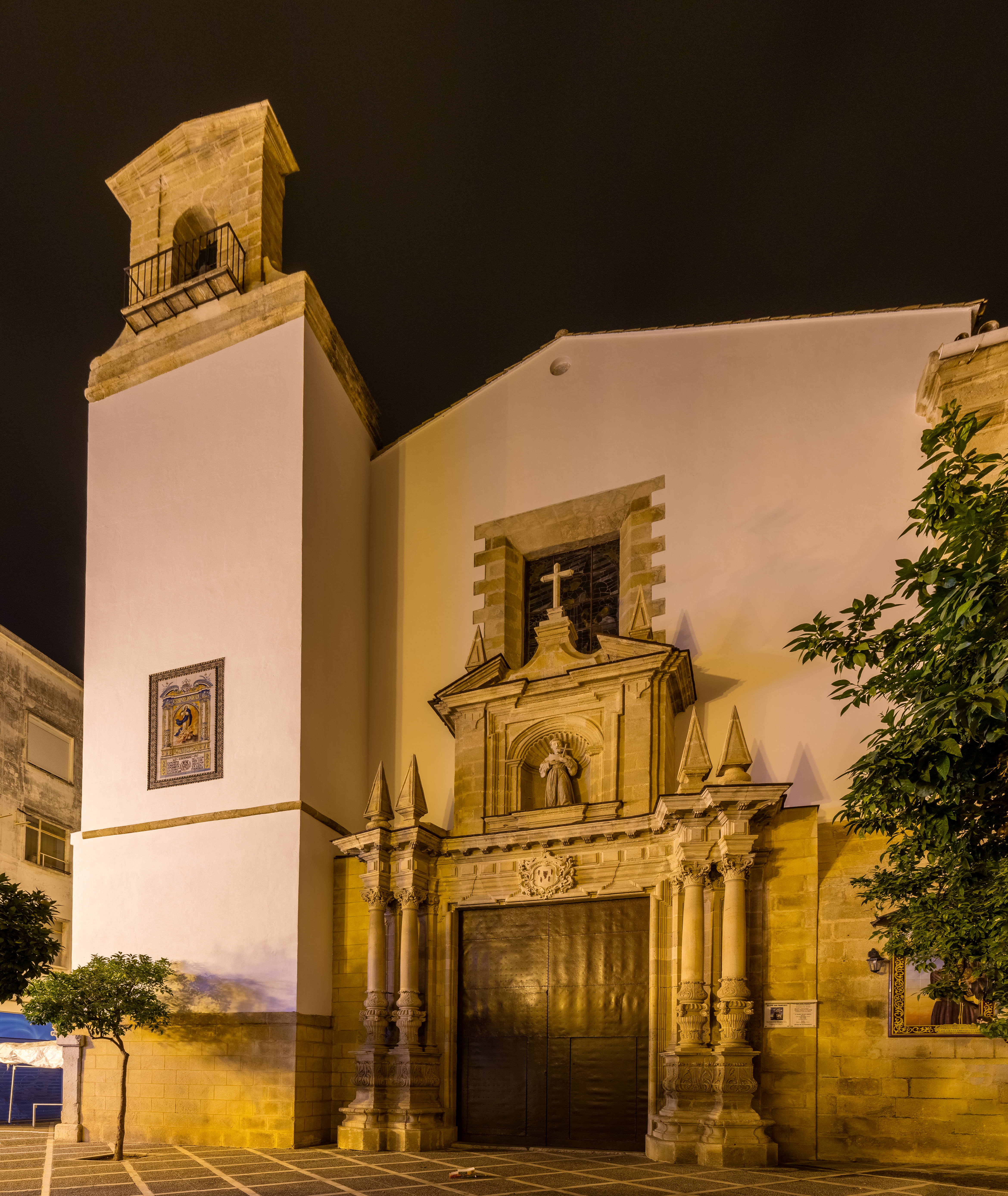
Vista nocturna.

## Doña Blanca
En su interior yacen los restos de la reina Blanca de Borbón
Dicha tumba fue creada durante la visita a Jerez de los Reyes Católicos, en la que estos ordenaron darle entierro real.

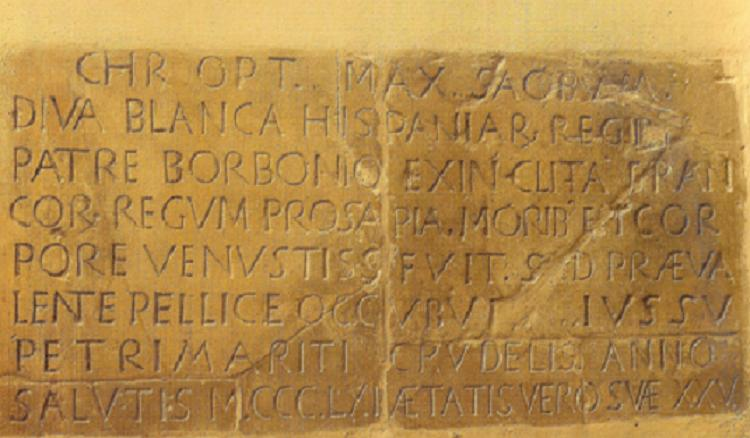
Lápida sepulcral de la reina Blanca de Borbón.

La lápida de inscripción dice:

Consagrada a Cristo Sumo Bienhechor y Todopoderoso Señor Nuestro, Doña Blanca Reina de las Españas, hija de Borbón descendiente del ínclito linaje de los reyes de Francia, fue grandemente hermosa de cuerpo y costumbres, mas prevaleciendo la manceba, fue muerta por mandato del rey D. Pedro I el Cruel su marido. Año de Salud de 1361. Siendo ella de 25 años de edad.
Lápida de inscripción, Blanca de Castilla

## Conservación
A pesar de que el convento no está habitado la orden franciscana ha realizado obras para su conservación